# آیدا ندیم
آیدا ندیم متولد ۱۹۶۵ در بغداد، عراق، یک موسیقیدان عراقی مقیم دانمارک است.

## اوایل حرفه
آیدا از کودکی شروع به خواندن و شعر گفتن کرد. وی با علاقه زیادی که به موسیقی کلاسیک داشت، در سن دوازده سالگی تحصیلات خود را در مدرسه معتبر موسیقی و باله بغداد آغاز کرد. ساز اصلی او باسون بود.
منبع اصلی الهام او، آهنگسازانی همچون کارل هاینز اشتوکهاوزن و آرتور اونگر بودند. وی در سال ۱۹۸۶ به استخدام ارکستر سمفونیک عراق درآمد.
ندیم در سال ۱۹۹۱ به دانمارک نقل مکان کرد و در آنجا تحصیلات خود را در آکادمی سلطنتی موسیقی دانمارک ادامه داد. او در دانمارک خود را به عنوان یکی از معدود هنرمندان برجسته خارجی که توانست در صحنه پیشرفت کند، نشان داد.
آیدا در بریتانیا، در گلاستونبری، و جشنواره مردمی کمبریج به همراه همکارانش برادران فرشته و آکی نواز قعالیت کرده است.

## ترانه‌شناسی

### آلبوم‌ها
- زیرزمینی عربی (۱۹۹۸)
- خارج از بغداد! (۲۰۰۵)
- فراتر از نابودی (۲۰۱۰)